# Henry B. Payne
Henry B. Payne (Hamilton, 1810. november 30. – Cleveland, 1896. szeptember 9.) az Amerikai Egyesült Államok szenátora (Ohio, 1885–1891).